# Ludwig Götz (Unternehmer)
Ludwig Götz (* 31. August 1887 in Neckarsteinach; † 31. Dezember 1955 ebenda) war ein deutscher Unternehmensgründer, Unternehmer, Schiffseigner und Steinbruchbesitzer. Er war Mitgründer, Mitinhaber sowie Namensgeber der Reederei Ludwig und Jakob Götz KG. Darüber hinaus gehört er gemeinsam mit seinem jüngeren Bruder Jakob Götz (1890–1977) zu den Begründern der Gütermotorschifffahrt am Neckar und in die Riege der Pionier in der Binnenschifffahrt.

## Leben und Herkunft
Ludwig Götz wurde als ältestes von fünf Kindern des Schiffers und Steinbruchbesitzers Ludwig Friedrich Götz (1865–1922) und seiner Gattin der Schiffer-, Fährmann- und Kirchenvorstehertochter Karoline Oestreicher (1867–1932) geboren. Er war ein Enkel des Gasthausbesitzers, Industriellen, Schifffahrtsunternehmers sowie mehrfachen Steinbruchbesitzers Johann Friedrich II. Götz (1820–1892). Sein jüngerer Bruder war der spätere Schiffseigner und Steinbruchbesitzer Jakob Götz. Ludwig entstammt der Unternehmerfamilie Götz, die seit der zweiten Hälfte des 18. Jahrhunderts in Neckarsteinach eingesessen ist.
Zur Reihe seiner Cousins zählten unter anderem die beiden Schifffahrtsunternehmer sowie Pioniere der Weißen Schifffahrt am Neckar Georg (1881–1946) und Andreas Boßler (1884–1961).
Der Unternehmer Ludwig Götz war mit Barbara Götz geb. Ulmer (1890–1976) verheiratet. Seine Gattin entstammte einer Familie, die Gemeinderäte, Kirchenvorsteher, großherzoglich-hessische Beigeordnete und Bürgermeister in Neckarsteinach stellte. Die Nachkommen von Ludwig Götz sind über dessen Gemahlin Barbara verwandtschaftlich zu den Familie Heuß und Kappes verbunden, die unter anderem den alten Schiffergeschlechtern zugehörig sind.
Wie bereits sein Vater und Großvater erlernte er den Beruf des Schiffers.

## Unternehmen
Ludwigs Vater hatte bereits im Jahre 1907 den ersten aus Eisen gefertigten Schleppkahn mit Namen Friedrich in Dienst stellen lassen. Dieses Schiff ersetzte die von den Vorfahren genutzten Holzschiffe, um die Steine aus den Steinbrüchen über den Neckar hin zu ihren Abnehmern zu transportieren. Das zweite eiserne Schleppschiff, welches von Ludwigs Vater in Dienst genommen wurde, war 1912 als Geschwisterliebe auf der Werft in Neckarsulm fertiggestellt worden. 1920 übergab Ludwig Friedrich Götz seine beiden eisernen Schiffe an seine Söhne. Der Schleppkahn Friedrich ging an die beiden Brüder Ludwig und Jakob Götz, der andere Schleppkahn wurde an den Bruder Karl Götz übergeben, der sich als Partikulier betätigte.
Die beiden Brüder Ludwig und Jakob Götz waren zu Beginn gemeinsam auf dem Schiff Friedrich tätig. Während des Niedrigwassers am Neckar, wurden Wasserbausteine aus den familieneigenen Steinbrüchen produziert, die für den Ausbau des Neckars zur Großwasserstraße vonnöten waren und von der Wasserbauverwaltung abgenommen wurden.
Deshalb wurde im Jahr 1924 auch das erste Motorgüterschiff auf dem Neckar durch Ludwig Götz in Auftrag gegeben und auf der Anderssen-Werft in Neckarsulm gebaut. Dieses erhielt den Namen MS Gebrüder Götz und lief am 25. März 1925 vom Stapel. 1927 folgte das Motorgüterschiff Einigkeit, welches bei Gassner in Neckarsteinach gebaut wurde. Ludwig Götz fuhr nun auf dem Gütermotorschiff Einigkeit ohne seinen Bruder Jakob.
1920 wurde die Reederei Ludwig und Jakob Götz oHG offiziell durch Ludwig Götz und seinen jüngeren Bruder Jakob Götz gegründet. 1952 folgte die Umwandlung in eine Kommanditgesellschaft.
Durch den Bauauftrag und die Inbetriebnahme des Motorschiffs Gebrüder Götz, dem ersten motorisierten Schiff im Neckarraum, zählte Ludwig Götz zum Begründer der Motorgüterschifffahrt auf dem Neckar.
Angesichts des ersten Schiffsneubaus MS Vierburgenstadt nach dem Zweiten Weltkrieg in Deutschland überhaupt, der im Jahre 1949 durch die Reederei Götz in Auftrag geben wurde und im Jahr 1950 erfolgte, wurden die beiden Brüder Ludwig und Jakob Götz zu Pionieren der Binnenschifffahrt.
Ludwig Götz führte außerdem zusammen mit seinem Bruder Jakob die Steinbrüche seines Großvaters Johann Friedrich II. Götz und seines Vaters Ludwig Friedrich Götz fort und erwarb zusammen mit seinem jüngeren Bruder die folgenden Steinbrüche im Neckartal zu den bereits in Familienbesitz befindlichen Brüchen hinzu.
- Pfaffelter unterhalb Pleutersbach
- Hungerberg bei Hirschhorn